# 澳门笔会
澳门笔会（葡萄牙語：Associação dos Escritores de Macau）是澳门的一个文学团体。 1987年1月成立，是澳门文艺界规模较大的团体之一。该会成立后开展交流活动，多次邀请学者到澳门讲学，试图加强粤港澳作家的联系；在澳门方面则举办各项文学活动，以团结本地文艺界，近年又与澳门基金会合办澳门文学奖。出版有同人刊物《澳门笔汇》。
2017年，该笔会获得澳门政府颁发的文化功績勳章。